# Abdelmalek Slahdji
Abdelmalek Slahdji (ur. 8 sierpnia 1983) – algierski piłkarz ręczny  grający na pozycji bramkarza w GS Pétroliers.

## Kariera
Był członkiem reprezentacji Algierii podczas Mistrzostw Świata w Piłce Ręcznej Mężczyzn 2015 w Katarze.
Uczestniczył również w mistrzostwach świata w 2003, 2005 oraz w 2011 roku.